# Псилоцибе
Псилоцибе (Psilocybe) — рід грибів родини гіменогастрові (Hymenogastraceae). В Україні досить розповсюджений вид Psilocybe semilanceata.

## Розповсюдження
Гриби цього роду є космополітами та широко розповсюджені на всіх континентах. При цьому види, які зустрічаються в Азії та Америці вивчені погано. Всі представники роду є сапрофітами. Оселяються на вологому ґрунті, відмерлих гілках та стеблах рослин, гної, торфі. Можуть зустрічатися на східних схилах луків, у лісі, на болотах.

## Будова
Невеликі тендітні гриби з довгою тонкою ніжкою (до 10 см). Шапинка конічної форми (нагадує парасольку), може бути сухою або водянистою в залежності від середовища існування. Пластинки шапинки можуть приростати до ніжки. Спори буро-фіолетові, мають форму еліпсу. Покривало невелике або відсутнє. Ніжка хрящувата.

## Психоактивна дія

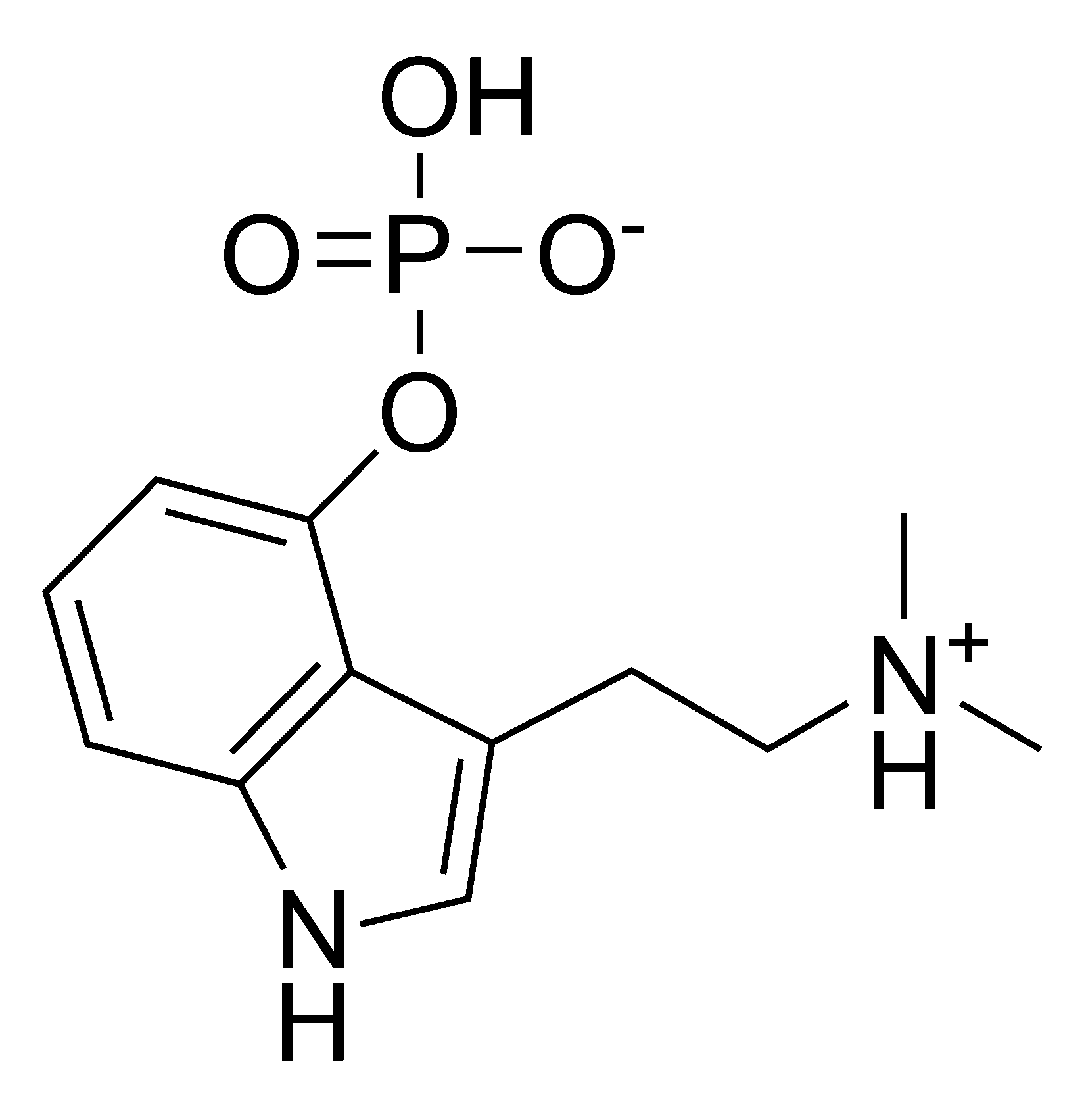
Молекула псилоцибіну

Науковим дослідженням хімічного складу псилоцибе займалися Роже Ейм, Роберт Гордон Вассон та Альберт Гофманн. Представники роду містять алкалоїди псилоцибін та псилоцин. Ці речовини за своєю дією відносять до галюциногенів (ефект від їх вживання нагадує дію ЛСД). Потрапляючи до організму, ці речовини впливають на роботу нейромедіатора серотоніну та змінюють діяльність серотонінергічних систем головного мозку, які відповідають за переробку інформації. Внаслідок цього спочатку змінюються почуття простору та часу, загострюється сприйняття навколишнього світу, з'являються слухові та зорові галюцинації. Настрій людини, яка перебуває під дією грибів сильно залежить від попереднього настрою і стану душі та безліч інших факторів яких часто не легко передбачити, в гірших випадках людина може впасти в сильну паніку та дискомфорт, часто буває навпаки, споживач стає ейфорійним, з'являється так зване «відчуття об'єднання з всесвітом, планетою та іншими людьми». Поведінка людей та їхня реакція на оточуючу дійсність сильно змінюється. Дія алкалоїдів на організм людини починається приблизно через 20 хвилин після вживання та триває до чотирьох годин.

## Псилоцибінові гриби у культурі
Психоактивна дія грибів була з давніх часів відома американським індіанцям. Вони використовувались у ритуальних обрядах жрецями племен, які мешкали у центральній Америці, зокрема ацтеками та мая, які називали ці гриби teonanácatl. Про це свідчать джерела тих часів, коли держави цих народів вступали в контакт з європейцями. Крім того на території сучасних Гватемали, Сальвадора, Мексики знаходили невеликі кам'яні статуетки у вигляді грибів з обличчям богів та демонів, вони були об'єктом культу. Європейці дізнались про дію псилоцибіну в XVI сторіччі, після проникнення іспанських конкістадорів на територію сучасної Мексики. Але вживання таких грибів було заборонено католицькою церквою, вони пов'язувались з дияволом.

### Псилоцибінові гриби у сучасній культурі
- Дії галюциногенних грибів присвячена книга американського хіміка російського походження Олександра Шульгіна «Триптамины, которые я узнал и полюбил».
- У шведської групи Tiamat є пісня «Teonanakatl», що повторює назву галюциногенних грибів, яку використовували індіанці.
- Подкаст Ендрю Губермана випустив декілька епізодів, присвячених психоделікам і їх застосуванню в терапіх, і, зокрема, псилоцибіну.[1]

## Психоделічна медицина
У психоделічній медицині псилоцибінові гриби або, частіше, їх основну діючу речовину псилоцибін, використовують для викликання глибокого стану зміненої свідомості, який часто описують як містичний або духовний, що може сприяти глибокому психологічному зціленню та особистісному зростанню. Терапевтичні сеанси, як правило, включають підготовчий етап, сам психоделічний досвід та інтеграційну роботу після сеансу. Досвід застосування псилоцибіну здійснюється під керівництвом навчених терапевтів, а навколишнє середовище, або «сет і сетінг», ретельно контролюється для безпеки та ефективності. Дослідження показали, що терапія псилоцибіном є багатообіцяючою в лікуванні психічних захворювань, таких як важка депресія, тривога та деяких інших.
Десятки досліджень показали значний вплив псилоцибіну на покращення синаптичної пластичності, як функціональної так і структурної, і нейропластичності загалом, що може мати різноманітні та вагомі терапевтичні переваги при широкому спектрі неврологічних та психіатричних патологій.
У 2018–2019 роках Управління з контролю за якістю харчових продуктів і медикаментів США (FDA) надало статус «Проривна терапія» для терапії псилоцибіном резистентної до лікування депресії та великого депресивного розладу. Огляд 2021 року виявив, що використання псилоцибіну було пов’язане зі зниженням інтенсивності симптомів депресії. Огляд 2023 року, опублікований в Psychological Medicine, визнав що псилоцибін має потенціал бути економічно ефективним засобом для лікування важкої депресії, порівняно з іншими видами лікування.

## Наслідки вживання

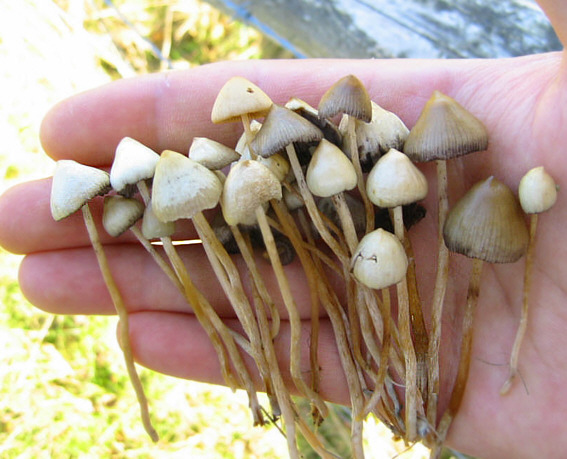
Psilocybe semilanceata — вид розповсюджений на території України

Фізичної залежності псилоцибінові гриби не викликають, але може спостерігатись психологічна залежність. При частому вживанні виникає підвищення толерантності — для отримання аналогічного ефекту потрібна доза, яка в 1,5–2 рази перевищує початкову. Токсичність цих алкалоїдів та грибів що їх містять невелика, не зареєстровано випадків отруєння чи загибелі людей після прийому грибів, які відносяться до цього роду. Фармакологічні дослідження токсичності на лабораторних тваринах та екстраполяція отриманих даних на людський організм виявили, що смертельна доза для людини у 641 раз перевищує ефективну дозу та становить приблизно 30–40 кг свіжих грибів.

## Законодавство
Гриби, які містять псилоцибін та псилоцин відносять до наркотичних речовин. Збір, зберігання та переробка грибів вважається кримінальним злочином у більшості країн та карається позбавленням волі. Але в деяких країнах (Голландія, Нова Зеландія) продаж та вживання псилоцибінових грибів дозволено законодавством, для цього навіть існують спеціальні магазини. Згідно з українським кримінальним кодексом плодові тіла грибів, що містять псилоцибін, вважаються психотропною речовиною, а доза, яка тягне за собою кримінальну відповідальність становить — 0,01 г псилоцибіну — це приблизно 30–40 г свіжих грибів.
В 2023 році в штаті Орегон, відкрили першу в США клініку, що пропонує терапію псилоцибіном. Ліцензія центру обслуговування псилоцибіну була видана клініці EPIC Healing Eugene відповідно до нормативно-правової бази, створеної заходом голосування 2020 року щодо легалізації терапії псилоцибіном.
Стаття 32 Конвенції про психотропні речовини дозволяє державам звільняти від заборони певні традиційні способи вживання речовин:
|  | Держава, на території якої ростуть дикі рослини, що містять психотропні речовини з числа тих, що містяться в Додатку I, і які традиційно використовуються певними невеликими, чітко визначеними групами в магічних чи релігійних обрядах, може під час підписання, ратифікації чи приєднання, робити застереження щодо цих рослин стосовно положень статті 7, за винятком положень, що стосуються міжнародної торгівлі.Оригінальний текст (англ.) A State on whose territory there are plants growing wild which contain psychotropic substances from among those in Schedule I and which are traditionally used by certain small, clearly determined groups in magical or religious rites, may, at the time of signature, ratification or accession, make reservations concerning these plants, in respect of the provisions of article 7, except for the provisions relating to international trade. |

Однак це звільнення застосовується лише в тому випадку, коли рослину буде явно додано до Списків психотропної конвенції. Нині Конвенція застосовується лише до хімічних речовин. Однак у Коментарі до Конвенції про психотропні речовини зазначається, що рослини, які містять її, не підлягають міжнародному регулюванню:
Вирощування рослин, з яких отримують психотропні речовини, не регулюється Віденською конвенцією .... Ні корона (плід, брунька з мескалем) кактуса пейот, ні коріння рослини Mimosa hostilis, ані псилоцибінові гриби не включено до Списку 1, а лише відповідні речовини, мескалін, ДМТ та псилоцин.Оригінальний текст (англ.)
The cultivation of plants from which psychotropic substances are obtained is not controlled by the Vienna Convention .... Neither the crown (fruit, mescal button) of the Peyote cactus nor the roots of the plant Mimosa hostilis nor Psilocybe mushrooms themselves are included in Schedule 1, but only their respective principals, mescaline, DMT, and psilocin.
Нині жодні рослини (природні матеріали), що містять ДМТ, не регулюються Конвенцією 1971 року про психотропні речовини. Отже, препарати (наприклад, відвари), виготовлені з цих рослин, включно з аяваскою, не перебувають під міжнародним контролем і, отже, не підпадають під дію жодної статті Конвенції 1971 року. - Міжнародна рада з контролю за наркотиками (МКНБ), ООНОригінальний текст (англ.)
No plants (natural materials) containing DMT are at present controlled under the 1971 Convention on Psychotropic Substances. Consequently, preparations (e.g. decoctions) made of these plants, including ayahuasca are not under international control and, therefore, not subject to any of the articles of the 1971 Convention. -- International Narcotics Control Board (INCB), United Nations

## Деякі види роду Psilocybe
- P. aztecorum
- P.bohemica
- P. caerulescens var. mazatecorum
- P. caerulescens var. nigripes
- P. coprophila
- P. crobulus
- P. cubensis (Stropharia cubensis)
- P. cyanescens
- P. hoogshagenii
- P. inquilina
- P. mexicana
- P. mixaeensis
- P. montana
- P. muriercula
- P. muscorum
- Псилоциба напівланцетовидна P. semilanceata
- P. yungensis
- P. zapotecorum

Докладніше див. Список видів роду псилоцибе.

## Додаткова література
- Лікування грибами: чи є психоделічна медицина майбутнім терапії?. vogue.ua (укр.). 15 лютого 2020.
- Jason A. Butler, Genesee Herzberg, Richard Louis Miller (2023). Integral Psychedelic Therapy: The Non-Ordinary Art of Psychospiritual Healing (англ). Routledge. с. 338. ISBN 9780367766429.
- Frederick S. Barrett, Katrin H. Preller (2022). Disruptive Psychopharmacology. Current Topics in Behavioral Neurosciences (англ). Springer. ISBN 978-3-031-12183-8.
- Richard Louis Miller (2017). Psychedelic Medicine: The Healing Powers of LSD, MDMA, Psilocybin, and Ayahuasca. Park Street Press. с. 256. ISBN 978-1620556979.